# Virginie Tripier-Martheau

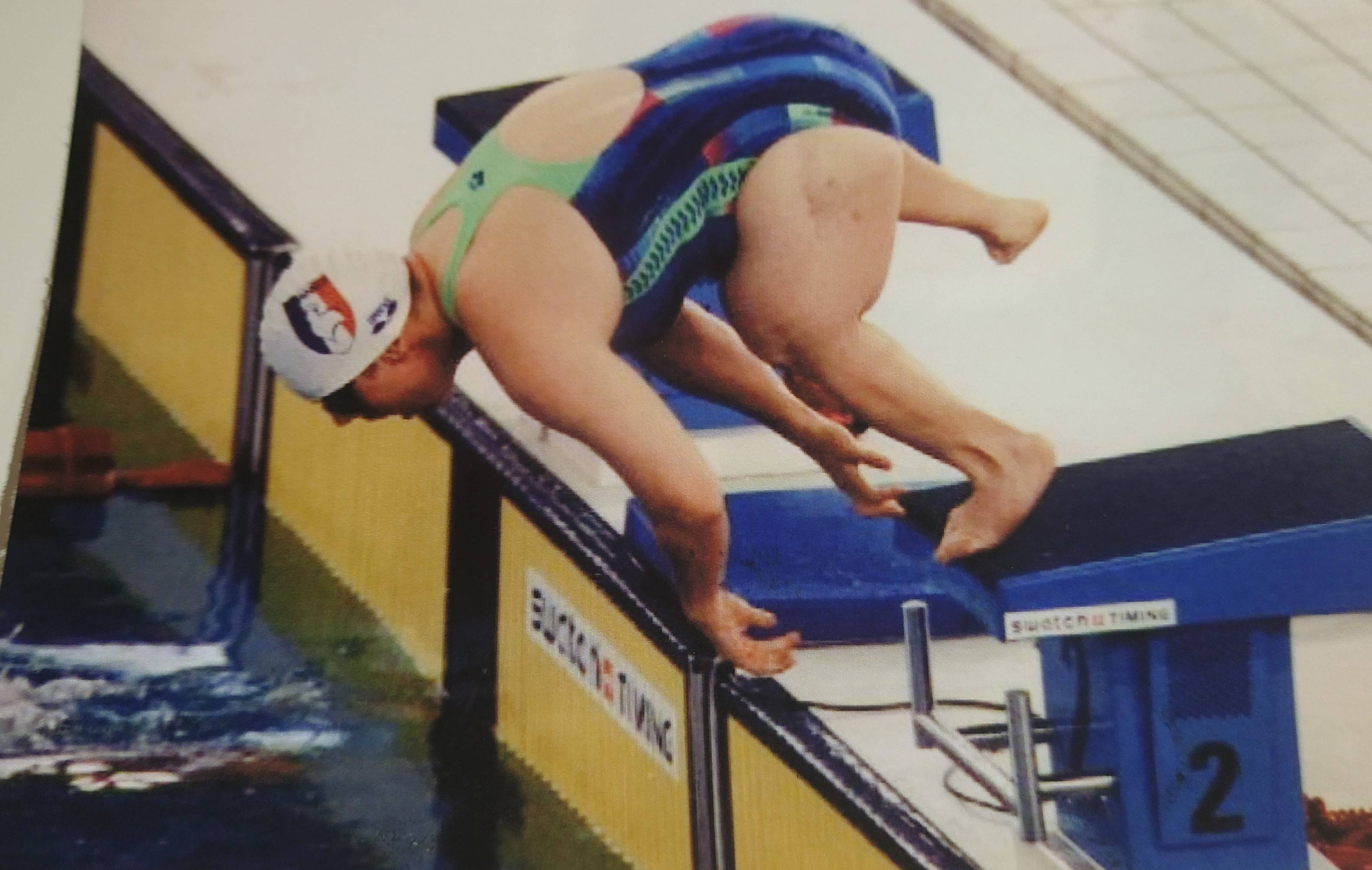
Virginie Tripier Martheau - Jeux Paralympiques Atlanta 2016

Virginie Tripier Martheau, née le 16 septembre 1973, est une nageuse handisport française.

## Carrière
Virginie Tripier Martheau participe à deux éditions des Jeux paralympiques. Aux Jeux paralympiques d'été de 1996 à Atlanta, elle est médaillée d'argent du relais 4x50 mètres nage libre S1-6. Elle est championne paralympique du relais 4 x 50 m quatre nages aux Jeux paralympiques d'été de 2000 à Sydney.

## Palmarès

### Jeux paralympiques
- Jeux paralympiques d'été de 1996 à Atlanta
  -  Médaille d'argent en relais 4 x 50 m nage libre
- Jeux paralympiques d'été de 2000 à Sydney
  -  Médaille d'or en relais 4 x 50 m 4 nages (record du monde)

### Championnats du monde
- Championnats du monde 1998 à Christchurch
  -  Médaille d'or en relais 4 x 50 m 4 nages (record du monde)
  -  Médaille de bronze au 200 m 4 nages
  -  Médaille de bronze au 100 m brasse

### Championnats d'Europe
- Championnats d'Europe 1995 à Perpignan
  -  Médaille d'or en relais 4 x 50 m 4 nages (record du monde)
  -  Médaille d'or en relais 4 x 50 nage libre (record du monde)
  -  Médaille d'argent au 100 m dos

- Championnats d'Europe 1997 à Badajoz
  -  Médaille d'or en relais 4 x 50 m 4 nages (record du monde)
  -  Médaille d'or en relais 4 x 50 m nage libre
  -  Médaille de bronze au 200 m 4 nages
  -  Médaille de bronze au 100 m brasse
- Championnats d'Europe 1999 à Brunswick
  -  Médaille d'or en relais 4 x 50 m 4 nages (record d'Europe)
  -  Médaille d'argent au 200 m 4 nages
  -  Médaille de bronze au 100 m brasse